# Nottebäck
Nottebäck är kyrkby i Nottebäcks socken i Uppvidinge kommun i Kronobergs län. 
I byn ligger Nottebäcks kyrka.
- Wikimedia Commons har media som rör Nottebäck.